# Ковалишин Микола Михайлович

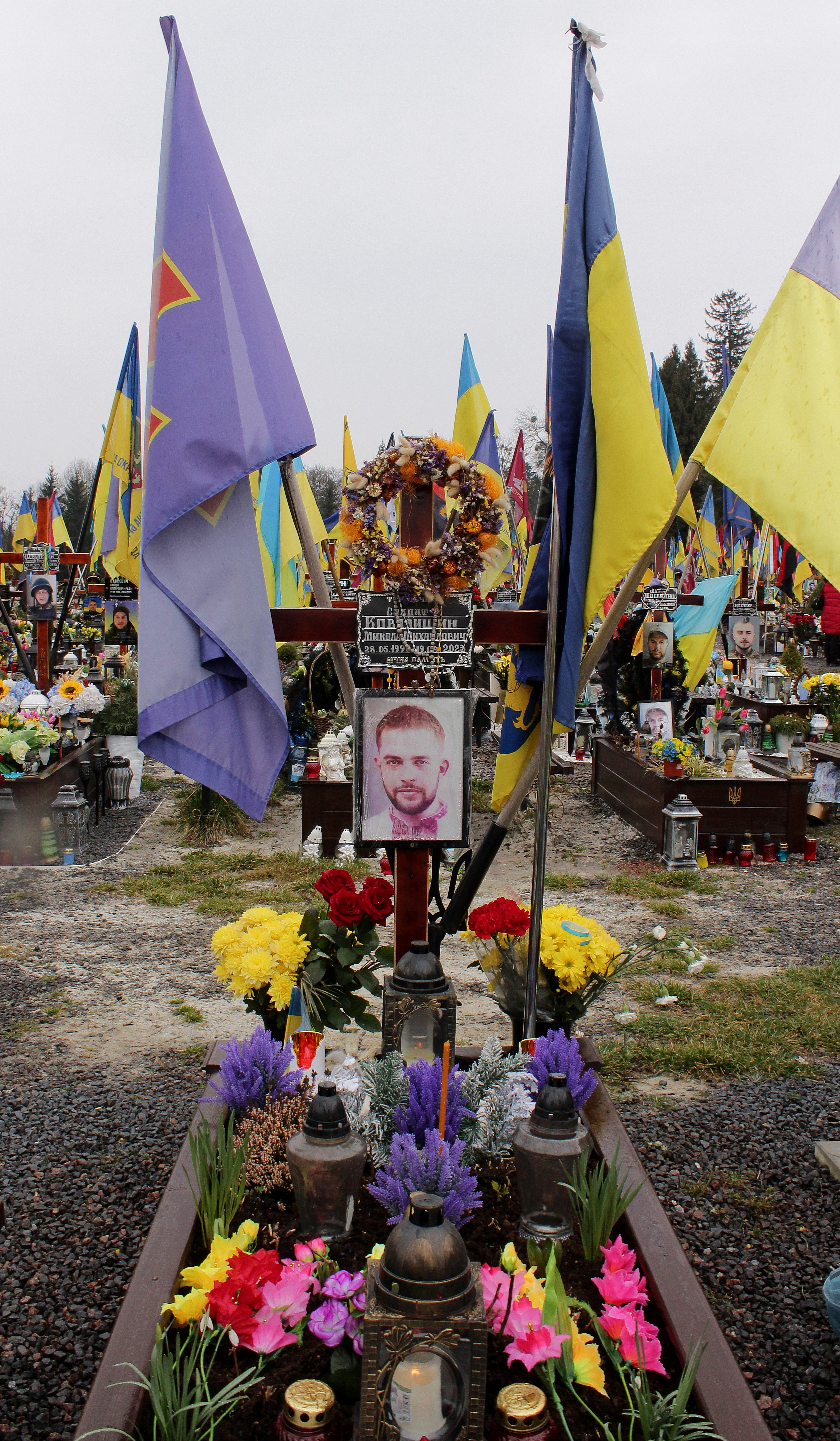

Мико́ла Миха́йлович Ковали́шин (28 травня 1996, м. Львів — 19 квітня 2023) — український військовослужбовець, солдат 2 ОБр Національної гвардії України, учасник російсько-української війни. Кавалер ордена «За мужність» III ступеня (2023, посмертно).

## Життєпис
Микола Ковалишин народився 28 травня 1996 року у Львові.
Навчався в Львівській середній загальноосвітній школі № 78, Львівській загальноосвітній школі № 43. Закінчив Львівський професійний ліцей харчових технологій. Захоплювався військовою археологією.
Працював на місцевому приватному підприємстві «Дзиґа». Займався комплектуванням товарів у мережах «Рукавичка» та «Сільпо».
Після початку повномасштабного російського вторгнення разом із братами вступив до лав 2-ї окремої Галицької бригади Національної гвардії України. Брав участь у бойових діях на східному напрямку. Загинув 19 квітня 2023 року.
Похований 22 квітня 2023 року на Полі Почесних поховань № 86-А Личаківського цвинтаря.
Залишилися мама, дружина та троє братів.

## Нагороди
- орден «За мужність» III ступеня (28 вересня 2023, посмертно) — за особисту мужність і самовідданість, виявлені у захисті державного суверенітету та територіальної цілісності України, сумлінне та бездоганне служіння Українському народові[1].